# 제니 린드
요한나 마리아 린드(스웨덴어: Johanna Maria Lind, 1820년 10월 6일 ~ 1887년 11월 2일)는 제니 린드(Jenny Lind)라는 이름으로 알려져 있는 스웨덴의 오페라 가수이다. "스웨덴의 나이팅게일"(스웨덴어: Den svenska näktergalen 덴 스벤스카 네크테르갈렌[*], 영어: Swedish Nightingale 스웨디시 나이팅게일[*])이라는 별칭으로 부르기도 한다. 스웨덴과 유럽에서 소프라노 역할을 맡은 성악가로 널리 알려져 있다.

## 생애
스톡홀름 중부에 위치한 클라라(Klara) 지구에서 부기로 근무하던 니클라스 요나스 린드(Niclas Jonas Lind, 1798년 ~ 1858년)와 학교 교사로 근무하던 안네마리 펠보리(Anne-Marie Fellborg, 1793년 ~ 1856년)의 사생아로 태어났다. 1838년 스웨덴에서 열린 《마탄의 사수》 공연 이후에 널리 알려졌다. 한때는 성대 질환을 앓기도 했지만 스페인 출신의 노래 강사이자 바리톤 성악가인 마누엘 가르시아(Manuel García)가 그의 목소리를 구했다.
1840년대에는 스웨덴과 북유럽에서 수많은 오페라 공연을 맡았으며 펠릭스 멘델스존의 제자가 되기도 했다. 1840년부터는 스웨덴 왕립 음악원의 회원으로 활동하기도 했다. 1844년 12월에는 독일 베를린에서 열린 빈첸초 벨리니의 오페라 《노르마》에서 주역을 맡았다. 영국 런던에서 갈채를 받았던 2차례의 시즌 공연을 끝으로 그는 29세에 오페라 무대에서 은퇴를 선언하게 된다.
1850년에는 미국의 흥행사인 P. T. 바넘(P. T. Barnum)의 초청을 받아 미국을 방문했다. 93차례의 대규모 연주회에 출연한 이후에는 자신이 직접 기획한 순회 공연을 진행했다. 그는 이 연주회를 통해 35만 달러 이상의 수익을 올렸으며 여기서 나온 수익의 대부분을 자선 사업을 위한 자금, 특히 스웨덴의 자유 학교 설립을 위한 기금으로 기부했다.
1852년에는 자신의 새로운 남편이 된 독일 출신의 작곡가인 오토 골트슈미트(Otto Goldschmidt)와 함께 유럽으로 돌아갔고 1855년부터 잉글랜드에 거주했다. 결혼 생활 20년 동안 슬하에 3명의 자녀를 낳았고 가끔씩 연주회를 개최하기도 했다. 1882년부터는 런던 왕립음악대학에서 성악과 교수로 재직했으며 1887년 11월 2일 헤리퍼드셔주 와인즈포인트(Wynd's Point)에서 사망했다.

## 사진

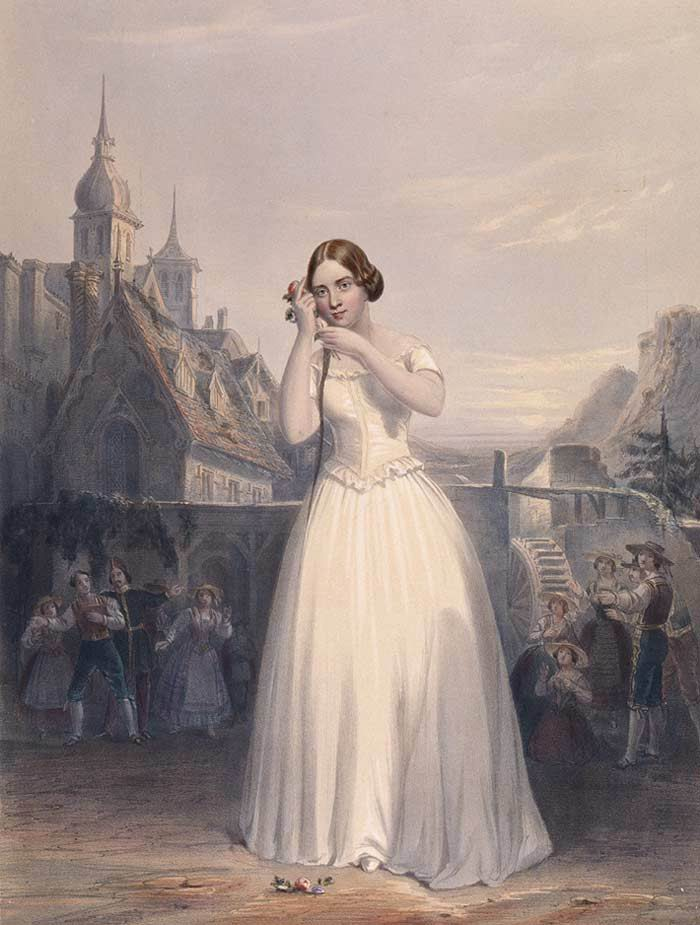
오페라 《몽유병 여인》(La sonnambula)에 출연한 제니 린드
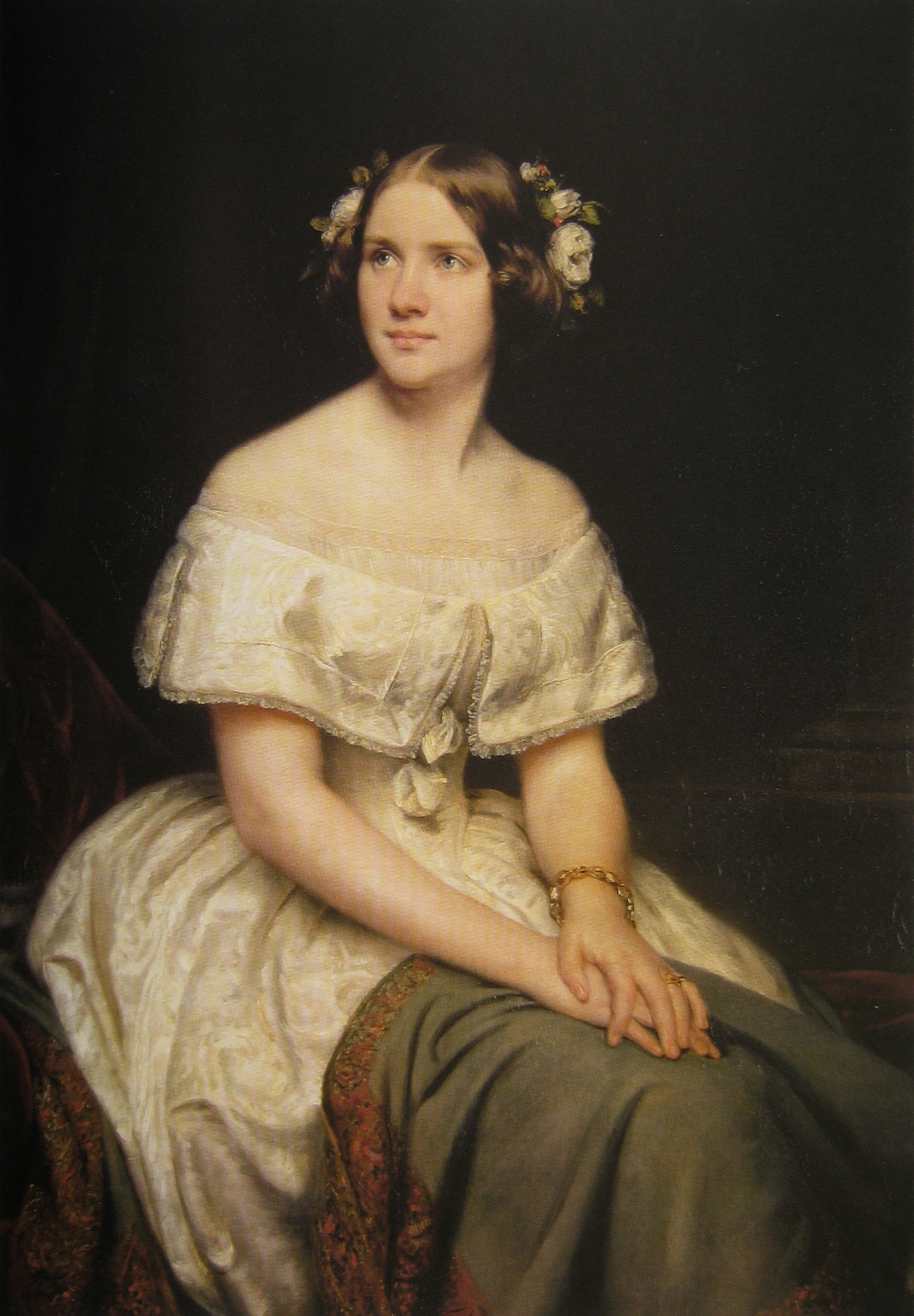
에두아르트 마그누스(Eduard Magnus)가 그린 제니 린드의 초상화 (1862년)